# Sarcophanops
Sarcophanops — род рогоклювов в семействе Eurylaimidae. В настоящее время к нему относят два вида. Оба вида рода – эндемики Филиппин. От других рогоклювовых отличаются наличием мясистого периокулярного нароста голубого цвета.

## Виды
Признаны два вида:
| Изображение | Латинское название      | Русское название                  | Ареал                                               |
| ----------- | ----------------------- | --------------------------------- | --------------------------------------------------- |
|             | Sarcophanops steerii    | Филиппинский золотогузый рогоклюв | Минданао, Басилан, Динагат и Сиаргао на Филиппинах. |
|             | Sarcophanops samarensis | Филиппинский ширококлюв           | Самар, Лейте и Бохол в центральных Филиппинах       |